# 시흥시의 마을버스
시흥시의 마을버스는 경기도 시흥시를 담당하는 마을버스이며, 마을버스를 운영하는 버스 회사는 녹색교통,시흥교통이 유일하다.

## 운영회사
마을버스 노선을 운영,운행하는 회사는 녹색교통,시흥교통이 유일하다.

## 관련 사진

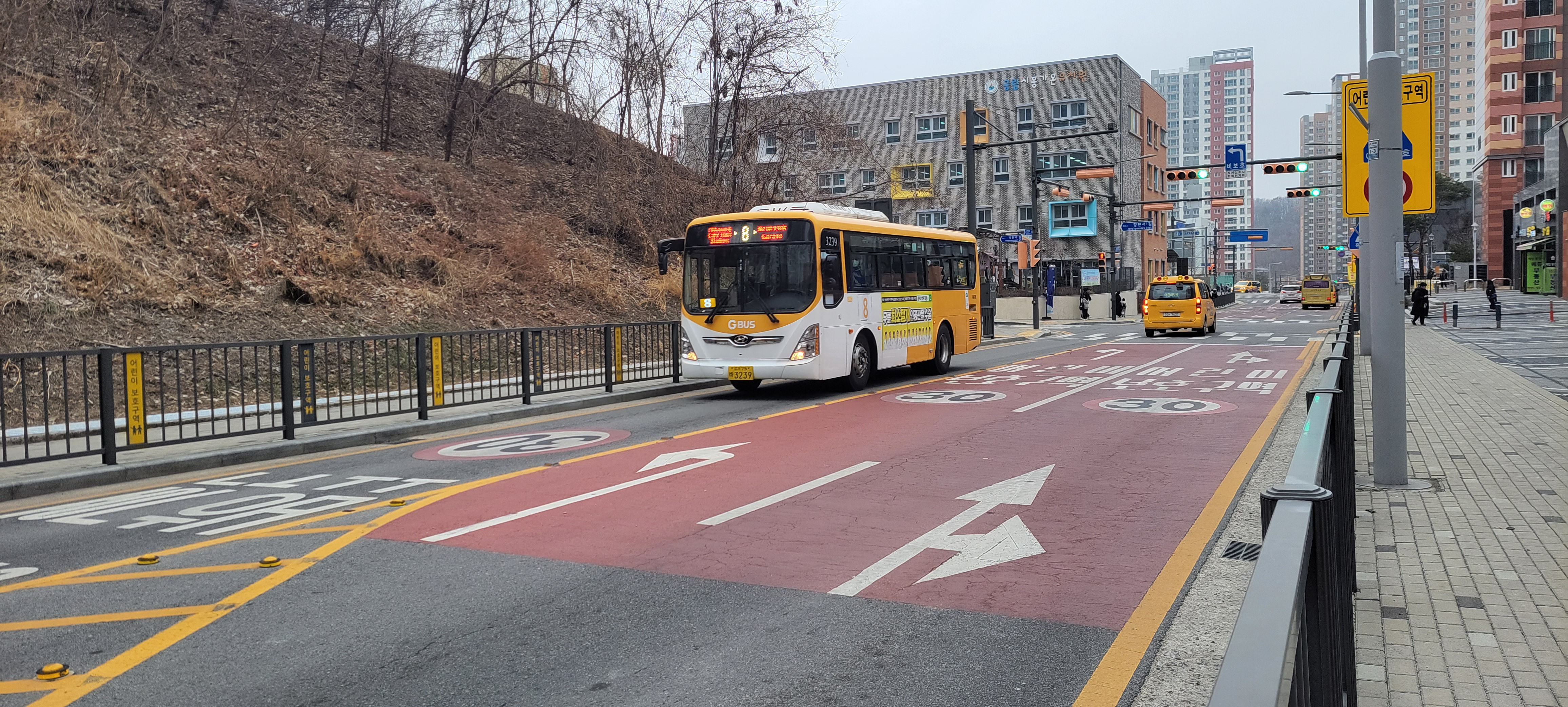
장현순환로를 지나가는 시흥교통 8번

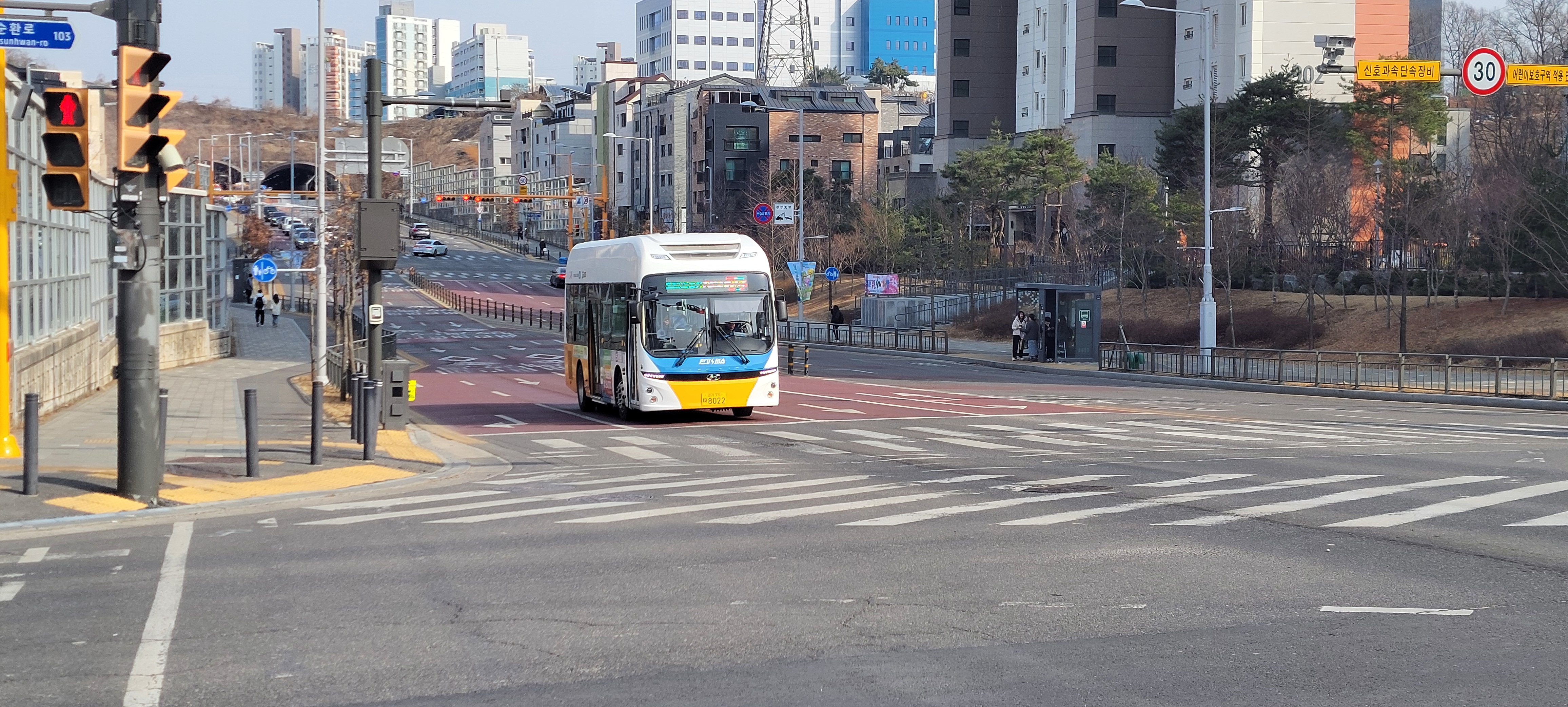
시흥가온중사거리를 지나가는 녹색교통 5번 일렉시티타운 신차 8022호